# Gold Frankincense & Myrrh
Gold Frankincense & Myrrh, förkortat GFM, är ett amerikanskt kristet all-girl rockband från Jacksonville, Florida, USA. Bandet bildades officiellt år 2016 och består av systrarna CJ (gitarr, sång), Maggie (bas, klaviatur, sång) och LuLu (trummor, sång) English.
Bandet är kanske mest känt för att ha myntat begreppet/skapat musikgenren Beautycore.

## Biografi
I två videointervjuer på Youtube publicerade 2017 och 2019, berättar GFM att deras musikaliska rötter går tillbaka från när de var i femårsåldern då deras föräldrar ville att de skulle börja ta musiklektioner. De fick två år på sig att pröva hur det var, därefter kunde de sluta om de tröttnade. Alla tre började med piano, men efter de två åren valde CJ att byta instrument till gitarr och LuLu valde trummor istället. Efter det kände alla tre att det fanns ett intresse för musiken och en vilja att fortsätta spela.
Omkring 2011 började de spela alltmer cover-låtar tillsammans och uppträda inför folk; med sånger som bland annat banden Skillet och Petra skrivit. 2014 fick de tips från sina lärare att släppa egna låtar och året därpå släppte de för första gången eget material i form av EP:n Death of giants. 2016 släpptes deras första album Identity Crisis och GFM fick erkännande som ett självständigt band med egna fans, snarare än som ett coverband som de varit tidigare. 2017 började de turnera, först i USA och senare också i Tyskland.
Enligt bandets officiella webbplats hade GFM i början av juni 2022 totalt omkring 1,9 miljoner strömningar på Spotify, och den senaste EP:n Framing My Perception släpptes i maj samma år.

## Egen musikgenre och Youtube-vlogg
I videointervjuer berättar bandet att de spelar en genre som de (något skämtsamt) valt att kalla för Beautycore, en term som skiljer sig löst från andra typer av rockmusik. I Beautycore ligger fokus på att bandet stilmässigt spelar en mix mellan metalcore och heavy metal. Medlemmarna får enbart vara kvinnor. Enligt Maggie, CJ och LuLu var den ursprungliga idén med begreppet att särskilja sig från övriga, mer maskulina, metalcore-band, de är en helt kvinnlig uppsättning med något färre medlemmar och de bär ofta cheerleader-kläder vid framträdanden, men trots detta spelar de ändå ungefär samma sorts musik.
Vid sidan om att släppa musik har GFM också publicerat flera vlogg-videor på sin Youtube-kanal "Gold Frankincense & Myrrh GFM"

## Medlemmar
- CJ English (gitarr, sång)
- Maggie English (elbas, klaviatur, sång)
- LuLu English (trummor, sång)

## Diskografi
- 2015- Death of Giants (EP/Album)

- 2016- Identity Crisis (Album)
- 2019- Oh, The Horror! (EP)
- 2019- GFM,s Acoustic (EP)
- 2020- Operation Takeover (EP)
- 2022- Framing My Perception (EP)

## Referenslista
1. 1 2 3  ”Gold Frankincense & Myrrh” (på engelska). Discogs. https://www.discogs.com/artist/6729341-Gold-Frankincense-Myrrh. Läst 2 juni 2022.
2. ↑  ”Introducing: Gold, Frankincense, and Myrrh (GFM) - Articles, News” (på amerikansk engelska). Indie Vision Music. 4 april 2017. https://www.indievisionmusic.com/news/introducing-gold-frankincense-myrrh-gfm/. Läst 2 juni 2022.
3. 1 2 3 4 5  ”ABOUT GFM” (på engelska). GFM. https://www.thegfmband.com/about-gfm. Läst 2 juni 2022.
4. ↑  Low, Tara (29 december 2018). ”The GFM Band: Defining “Beautycore” for the Women Movement in the Metal World - Guitar Girl Magazine” (på amerikansk engelska). https://guitargirlmag.com/interviews/the-gfm-band-defining-beautycore-for-the-women-movement-in-the-metal-world/,%20https://guitargirlmag.com/interviews/the-gfm-band-defining-beautycore-for-the-women-movement-in-the-metal-world/. Läst 2 juni 2022.
5. ↑  Szaroleta, Tom. ”Beautycore warriors: St. Johns sisters storming metal scene as Gold Frankincense & Myrrh” (på amerikansk engelska). The Florida Times-Union. https://www.jacksonville.com/story/entertainment/music/2020/10/08/beautycore-st-johns-sisters-metal-music-gold-frankincense-myrrh/3575731001/. Läst 2 juni 2022.
6. 1 2  ”Beautycore Originators GFM, Incredible Christian Metal Sister Trio - Artist Interview "Taking Over"”. https://www.youtube.com/watch?v=Kcw0ew-k2Gc. Läst 2 juni 2022.
7. ↑  ”"Beautycore" Metal Band Gold, Frankincense, And Myrrh (GFM) Discusses Fozzy Tour, Christianity, And Cupcakes 3/10/2022” (på amerikansk engelska). All Music Magazine. 11 mars 2022. https://allmusicmagazine.com/beautycore-metal-band-gold-frankincense-and-myrrh-gfm-discusses-fozzy-tour-christianity-and-cupcakes-3-10-2022/. Läst 2 juni 2022.
8. 1 2  ”Gold, Frankincense & Myrrh: Sound Style”. https://www.youtube.com/watch?v=O3hNcI-zDKg. Läst 2 juni 2022.
9. 1 2  ”Gold, Frankincense & Myrrh: Who is GFM?”. https://www.youtube.com/watch?v=aP9gwkiXSLA. Läst 2 juni 2022.
10. 1 2  ”Interview with GFM”. https://www.youtube.com/watch?v=Aqp9OJt6D1Y. Läst 2 juni 2022.
11. ↑  ”We Played One Of Our Best Shows Ever In Germany! :GFM TOUR VLOGS 30”. https://www.youtube.com/watch?v=rjiz8lrIk4M. Läst 2 juni 2022.
12. ↑  Contributor, Rock At Night (3 maj 2022). ”Review: GFM’s EP ‘Framing My Perception’” (på amerikansk engelska). https://www.rockatnight.com/2022/05/review-gfms-ep-framing-my-perception/. Läst 2 juni 2022.
13. ↑  ”Framing My Perception”. 27 maj 2022. https://open.spotify.com/album/1K9TkGs9Dv8244lWfL41An. Läst 2 juni 2022.
14. ↑  ”GFM: The ground-breaking female hardcore punk band from Florida - Gold Frankincense & Myrrh”. www.crossrhythms.co.uk. https://www.crossrhythms.co.uk/articles/music/GFM__The_groundbreaking_female_hardcore_punk_band_from_Florida/66690/p1/. Läst 2 juni 2022.
15. ↑  ”Gold Frankincense & Myrrh GFM - YouTube”. www.youtube.com. https://www.youtube.com/user/theGFMband. Läst 2 juni 2022.